# Егорова, Татьяна Борисовна
Татьяна Борисовна Егорова (Хашхожева; род. 9 марта 1956 года, Нальчик, КБАССР, СССР) — российский государственный деятель, председатель парламента Кабардино-Балкарской Республики с 18 сентября 2014 года.

## Биография
- 1979 — учительница русского языка и литературы средней школы № 5 г. Нальчика.
- 1980—1990 — работа в комсомольских органах республики.
- 1990—1993 — консультант постоянной комиссии Верховного Совета КБР по делам молодежи.
- С 1993 года занимала различные руководящие должности в Аппарате Парламента КБР.
- В марте 2009 года стала депутатом Парламента КБР IV созыва, председатель Комитета Парламента КБР по делам молодежи, общественных объединений и средств массовой информации, заместитель руководителя фракции «Единая Россия».
- В сентябре 2014 года стала председателем парламента Кабардино-Балкарской Республики.

## Награды
- Медаль Ордена «За заслуги перед Отечеством II степени»
- Почетный знак Государственной Думы Федерального Собрания РФ «За заслуги в развитии парламентаризма»
- Почетная грамота Государственной Думы Федерального Собрания РФ
- Почетная грамота КБР
- Почетная грамота Аппарата Государственной Думы Федерального Собрания РФ
- Почетная грамота Парламента КБР
- Знак отличия «Парламент России»,
- Медаль Русской Православной Церкви «Патриаршая благодарность».

## Семья
Замужем. Имеет четверых детей.